# 2014 QF433
2014 QF433 est un objet de la ceinture de Kuiper, de la famille des cubewanos.

## Caractéristiques
2014 QF433 mesure environ 278 kilomètres de diamètre.